# Principis i pràctiques de la medicina oriental
Principis i pràctiques de la medicina oriental (en coreà Donguibogam o Dongui Bogam, 東醫寶鑑, literalment Espill de la Medicina de l'Est) és una enciclopèdia de medicina escrita i editada per Heo Jun i altres experts coreans en l'àmbit de la medicina. El 2009 la UNESCO el va registrar a la Memòria del Registre Mundial.
Heo Jun, que va ser el metge de la Cort del rei Seonjo de Joseon, va rebre l'ordre d'escriure'l per part del rei el 1596 per a alleujar els patiments dels súbdits que havien patit durant l'època tant la fam com la sequera. El propi Heo Jun recollí les herbes medicinals que creixien a la Península de Corea i va fer proves clíniques en humans per mesurar l'eficàcia curativa d'aquestes.
Aquest llibre costà quinze anys en ser escrit a causa de les interrupcions que suposava les invasions japoneses de Corea (1592 - 1598), sent acabat el 1610, sent supervisat per Nae-jung Lee, Ji-hwan Lee i el Ji-mi Yun, i amb un prefaci escrit per Jung-koo Lee. El rei que li encomanà la creació del llibre no va viure per a veure-ho, al morir abans per una malaltia. L'enciclopèdia fou publicada el 1613 pel Centre Mèdic de la Família Reial del Regne Joseon (1392-1910) sent impresa amb blocs de fusta i es va popularitzar al Japó i la Xina.
Fou utilitzat per dones de la Cort coreana. Fou reimprès diverses vegades per diverses regions de Corea durant els segles posteriors a la seua publicació. Fou reimprès trenta vegades a la Xina i dos vegades al Japó. El doctor Landis, un estatunidenc, va traduir parcialment el llibre a l'anglès.
Es conserven exemplars al Jangseogak (l'arxiu de l'Acadèmia d'Estudis Coreans), al Kyujanggak, i a la Biblioteca Nacional de Corea.
El 2009 la UNESCO nomenà l'obra com a part del Patrimoni de la Humanitat. Amb el nomenament fet per la UNESCO els metges i els practicants de la medicina oriental tradicional discutiren sobre com interpretar-ho: els primers afirmaven que solament s'havia d'entendre el nomenament per la seua importància històrica, no com a valor científic, i els segons afirmaven la importància com a text científic.

## Continguts
El llibre consisteix en 25 volums escrits en hangul.
Dividí en cinc categories el llibre:
- Naegyeong (Internes)
- Oehyeong (Externes)
- Japbyeong (Diverses malalties)
- Tangaek (Sucs d'herbes)
- Ximgu (Acupuntura)

Heo Jun va escriure els noms de les herbes en coreà perquè la gent comuna poguera entendre el llibre.
Les doctrines de les que bevia són el taoisme i el donar més pes a la part psicològica que al tractament mèdic en sí.
El llibre parlà de les herbes trobades per Corea, al contrari que els llibres de medicina anteriors que solien vindre de la Xina, i parlà d'aliments saludables. Destaca també que Donguibogam promoguera la medicina preventiva i la sanitat pública a càrrec de l'estat, idees molt avançades que tingueren presència important a partir del segle xix.